# In einer Familie
In einer Familie ist der Debütroman von Heinrich Mann, der 1894 bei Dr. Eugen Albert & Co. in München erschien. Der 21-jährige Romancier hatte seinen Erstling im August 1892 in Erlenbruck begonnen, in Lausanne, Lübeck sowie in München weitergeschrieben und im Oktober 1893 in Riva beendet.

## Handlung
Der 32-jährige  Wellkamp lernt mit der 17-jährigen Anna von Grubeck endlich die Richtige kennen. Mit diesem Mädchen, das eine „prunklose Selbstsicherheit“ ausstrahlt, möchte Wellkamp nach „flüchtigem Wanderleben“ in den Ehehafen einlaufen. Der Junggeselle träumt von „Hafenruhe“. Bei Annas Vater, dem Major a. D. von Grubeck, findet Wellkamp mit der Äußerung seiner Absichten ein offenes Ohr. Von Geldsorgen sind die handelnden Personen im Roman nicht geplagt. Wellkamp verfügt über ein beträchtliches mütterliches Erbe. Und der Major erhielt von seinem neuen Schwiegerpapa, einem vermögenden deutsch-jüdischen Argentinier, gleich nachdem er Dora, die zweite Frau, geehelicht hatte, eine größere Summe Geld. Der Vater aus Übersee war froh, als er seine schwierige Tochter Dora los war, und dampfte alsbald nach der Vermählung ab gen Südamerika. Die 28-jährige Dora hatte als Kleinkind die Mutter, eine Kreolin, verloren. Bereits als junges Mädchen hatte sie einen „nervösen Widerwillen gegen die körperlichen Beziehungen der Geschlechter“. Es sieht so aus, als ob die Ehe mit dem „ungeliebten“ viel älteren Major nie vollzogen worden ist. Dora, „unbefriedigt“, gibt an allem dem Gatten die Schuld. Der Major, nach einem „unglücklichen Manöver“ verabschiedet, nun eben ein Kunstliebhaber geworden, hat es in seinem Alter aufgegeben, Dora zu erobern. Seine junge Frau lebt sinnierend, lesend, von ihrem Diener und der Aufwartefrau umsorgt, zurückgezogen in ihrem schummrigen Boudoir. Theaterbesuche et cetera lehnt die Dame in dem doch kunstfreundlichen Wohnort Dresden ab. Somit wird sie ihrem Schwiegersohn in spe unsympathisch.
Dora hasst Annas verstorbene Mutter und überträgt diese Feindschaft auf ihre ruhige Stieftochter Anna. Die tief sitzende Abneigung wird von Anna erwidert. Jene gegenseitige Verachtung kommt aber höchstens in Blicken oder Gesten zum Ausdruck, bzw. der Erzähler referiert diese: Anna verachte Doras „unselbständigen Verstand“. Das Mädchen studiert Schriften sozialistischen Inhalts und liebt Beethoven. Nachdem sie Wellkamp in aller Stille geheiratet hat, möchte sie ihre „intellektuellen Beschäftigungen“ nicht zugunsten der Hauswirtschaft unterbrechen. Wellkamp nennt Anna eine Emanzipierte. Der Major, der selbstsüchtige alte Mann, der nicht mit seiner jungen Frau allein sein möchte, der Großvater werden will und der Anna weder versteht noch liebt, hat eine blendende Idee. Mit dem Einverständnis des jungen Paares mietet er die Nachbarwohnung dazu. Zu allem Überfluss lässt er eine Verbindungstür zwischen den beiden Wohnungen durchbrechen. Und der die Tür benutzt, muss durch Doras Boudoir. Während dieser Installationen, die der Major mit Eifer beaufsichtigt, verbringen die Neuvermählten ihre Flitterwochen in Berlin. In seiner Sturm- und Drang-Periode hatte Wellkamp dort eine Geliebte. Zumindest ist Anna eine nicht „ganz naive Frau“. Wenn Heinrich Mann von „der Vereinigung ihrer Liebe“ in Berlin schreibt, könnte das vielleicht als Indiz für den Vollzug der jungen Ehe genommen werden.
Als das Paar aus Berlin nach Dresden zurückkehrt, präsentiert der Major das komplett eingerichtete Domizil. Erstaunt muss Wellkamp einen Wandel bei der Schwiegermutter zur Kenntnis nehmen. Dora gibt sich auf einmal als vernünftig-mütterlich. Zu seinem Erstaunen bemerkt Wellkamp, dass er Dora liebt. Natürlich verbietet er sich seine Leidenschaft und zieht umgehend Goethe zu Rate: Wie war das in den „Wahlverwandtschaften“? Wellkamp zitiert die einschlägigen Passagen auswendig. Der frisch Vermählte kommt zu dem Schluss, gleich und sofort muss er mit Anna ausziehen. Doch Wellkamp – in seiner Charakterschwäche – neigt zu „Selbstbetrug“. Er bleibt in Dresden.
Dora, in ihrem „tollen Hass“, ist da draufgängerischer im Kampf um den Mann, den Anna besitzt. Die Feindin Anna genoss mit Wellkamp in Berlin die „freie Welt“. Dafür will Dora sich an ihrem Schwiegersohn rächen. Ist sie doch vier Jahre jünger als er und sieht in einer Liaison so etwas wie ihre letzte Gelegenheit. Auf eine knappe Formel gebracht: Dora will Wellkamp „demütigen“ und „besitzen“. „Diese traurige Verbindung“ kann auch deshalb so leicht zustande kommen, weil der Major jeden Morgen mit seiner Tochter ausreitet. Wellkamp gesteht eines Morgens Dora seine Liebe und küsst sie auf den Mund. Nach dem Ehebruch ist Dora, die „gefallene“ Frau, entsetzt und kommt sich als Opfer vor. Ihr Peiniger Wellkamp beleidigt sie tief. Es bleibt nicht bei „fleischlicher Liebe“; beide Ehebrecher tun sich „körperlich wehe“. Der enttäuschte Wellkamp kommt sich überlistet und gefangen genommen vor. Ein Ablassventil findet er in Anna und dem Major. Wellkamp macht den beiden eine „unleidliche Szene“. Während eines einsamen Gewaltmarsches über die verschneite Räcknitzer  Höhe, ganz nahe bei Dresden, wird sich Wellkamp im Tiefschnee der unnatürlichen Beziehung bewusst. An einem der darauf folgenden Tage, als Vater und Tochter ausgeritten sind, macht er der Geliebten eine lautstarke Szene. Wellkamp hatte sich aber zuvor verhorcht. Vater und Tochter waren noch gar nicht ausgeritten. Somit bekommen der Major und Anna, nun ihrerseits Horcher an der Tür, die schlimme Wahrheit mit. Die Reaktion der Betrogenen überrascht den Leser. Der Major versucht den Verführer der Gattin zu entschuldigen und bittet ihn höflich aus der Schusslinie. Der Ehebrecher soll allein verreisen – möglichst weit weg und möglichst lange. Wellkamp stimmt zu. Da meldet sich Anna, die schon wieder gehorcht hat. Die junge Frau will mit auf Reisen gehen. Die verständnisvolle Anna hält zu Wellkamp. Wie gut für den Ehebrecher! Er kniet vor der großherzigen Anna nieder, um sich anschließend an ihr „aufzurichten“. Der Major, ohne ein Quant Energie, will sich nicht scheiden lassen. Das junge Paar genießt am Genfersee den Frühling und nimmt bei seiner Rückkehr eine Villa in der Dresdner Schillerstraße.
Dora muss indes erkennen, dass sie mit ihrem Ehebruch Wellkamp und Anna auch noch „zusammengeschmiedet“ hat. Überdies meint sie, mit ihrer Untat habe sie das Verhältnis Annas zum Major gefestigt. „Dieses verfehlte Leben“ neigt sich seinem Ende. Während die Ehebrecherin den Schurken Wellkamp erschießen will, stirbt sie in der Aufregung an Herzversagen. Dora hatte gar nicht kontrolliert, ob die Pistole überhaupt geladen war. Wellkamp jammert, er habe Dora getötet. Der Major ist seinen anstehenden Verpflichtungen nicht gewachsen. In dieser Bewährungssituation zeigt wiederum Anna Stärke: Sie schreibt den einfühlsamen Brief an Doras Vater nach Argentinien.
Die „Hafenruhe“, von der Wellkamp träumte, ist erreicht. Das Paar wünscht sich ein Kind. Ein Junge soll es werden. Der Major, von Anna sehr geliebt, zieht zu seinen Kindern in die Villa. Über Doras Grab wächst Gras.

## Zitat
Wir werden wir selbst erst durch das, was mit uns geschieht oder was wir tun.

## Form
Der Stil ist gehoben und entspricht nicht der gesprochenen Sprache. Der Autor wechselt zu oft seinen Standpunkt, wenn er reihum die Psyche der vier Protagonisten analysiert. Der allwissende Erzähler weiß über die Ehebrecher Wellkamp und Dora Bescheid: „Ihre Blicke trafen sich, sie schlug den ihren nieder. Jedes hatte den Gedanken des Andern verstanden,…“ Der Autor bedient sich teilweise eines dozierenden Tonfalls: „Es gibt solche Naturen, die…“

## Selbstzeugnisse
- Heinrich Mann schätzt seinen Roman-Erstling als „nicht gereift“[3] ein.

Der Roman ist Paul Bourget gewidmet. Heinrich Mann schreibt:
- „Ich glaube meine Methode direkt von Bourget bezogen zu haben.“[4]

Aus dem Nachwort der 1924 bei Ullstein in Berlin erschienenen Nachauflage:
- „Diesen Roman schrieb ich so früh, dass ich unmöglich noch zu ihm stehen kann.“
- Die „Menschen“ im Roman „haben Zeit, Geld und niemals andere Sorgen, als mit ihren Gefühlen in reine zu kommen“.
- Der „Bürgerliche“ im Roman ist „die Vornehmheit selbst, ist müde vom Nichtstun“.

## Rezeption
- Thomas Mann, mit gutmütig-feinem Spott, rechnet anno 1931 den Roman der „konservativen Periode“ des Bruders zu, die in seiner „Jugend lag“.[Anger 1]
- Der junge Autor nimmt sich den „psychologisch-analysierenden Roman“ des französischen Schriftstellers und Monarchisten Paul Bourget zum Vorbild.[Anger 2]
- Sprengel[5], der das Verhältnis von Wellkamp und Dora humorvoll als „quasi inzestuösen Ehebruch“ umschreibt, spricht in seiner knappen aber treffenden Charakteristik des Romans sogar von einer „strikten Umsetzung“ der in Bourgets Werken „aufgestellten Prinzipien“.
- Schröter[6] bemerkt zu der „Ehebruchsgeschichte mit dem versöhnlichen Ausgang“, Goethes „Wahlverwandtschaften“ hätten „deutlich erkennbar das Modell geliefert“.
- Koopmann[7] nennt den Text „unfertig“ und zitiert eine Passage, aus der er autobiographische Züge und Dekadenz, wie sie Nietzsche in seinem Spätwerk bespricht, herausliest.
- Fischer[8] resümiert, „daß es Manns erstem Roman… an begrifflicher Klarheit in gesellschaftlichen Fragen fehlte“.
- Der Lübecker Heinrich Mann bringt den Lübecker Spätromantiker Emanuel Geibel mit im Roman unter.[Mann2000 6]